# Кајзершицен
Кајзершицен (  — царска пешадија) била су три пука Аустроугарске брдске пешадије током Аустроугарске монархије.

## Историја
Основани су 19. децембра 1870. године од десет Тиролских Ландесшицен (територијална пешадија) батаљона. У 1906. години су реорганизовани по угледу на италијнаске Аплине као чисто брдске трупе. Упркос томе што су тероторијало били везани за Тирол, током ратних дејстава коришћени су на различитим фронтовима и претрпели су велике губитке.

### Учешће 1914-1918.
- Галиција: Лемберг, Гродек, Пилица, Карпати итд
- Србија
- Тирол, Крањска

Главно учешће је било у борбама са италијанским Алпима.